# Алабердино (Татарстан)
Алабердино (тат. Алабирде) — село в Тетюшском районе Республики Татарстан. Административный центр Алабердинского сельского поселения.

## География
Находится в Предволжье на реке Улема чуть ниже впадения в неё реки Шонга, в 24 км к северо-западу от районного центра — города Тетюши. Высота над уровнем моря — 84 м.

### Климат
Климат в селе умеренно-континентальный, Dfb по классификации Кёппена. Средняя температура воздуха — 5,0 °C, среднегодовое количество осадков — 632 мм.

## История
Село основано в XVII веке. В дореволюционных источниках упоминается также как Кулабердино.
В XVIII - первой половине XIX века жители села относились к категории государственных крестьян. Занимались земледелием (в начале XX века земельный надел сельской общины составлял 1282,7 десятины), разведением скота.
В «Списке населенных мест по сведениям 1859 года», изданном в 1866 году, населённый пункт упомянут как казённая деревня Алабердино (Кулабердино) 1-го стана Тетюшского уезда Казанской губернии. Располагалась при реке Улеме, по правую сторону торгового тракта из Тетюш в Свияжск, в 25 верстах от уездного города Тетюши и в 16 верстах от становой квартиры в казённом селе Новотроицкое (Сюкеево). В деревне в 87 дворах жили 650 человек (322 мужчины и 328 женщин). Была мечеть.
По сведениям 1870 года, в селе были водяная и ветряная мельницы, крупообдирка.
По сведениям переписи 1897 года, в деревне Алабердино Тетюшского уезда Казанской губернии жили 1126 человек (556 мужчин и 570 женщин), все мусульмане.
В начале XX века в селе действовали мечеть, медресе, 2 ветряные и одна водяная мельницы, 5 мелочных лавок.
До 1920 года село входило в Больше-Шемякинскую волость Тетюшского уезда Казанской губернии. С 1920 года — в Тетюшский, с 1927 года — в Буинский кантон ТАССР.
С 10 августа 1930 года — в Апастовский, с 1 февраля 1963 года — в Тетюшский район.

## Население
| 1782 | 1859 | 1897 | 1908 | 1926 | 1938 | 1949 | 1958 | 1970 | 1979 | 1989 | 2000 | 2010 |
| ---- | ---- | ---- | ---- | ---- | ---- | ---- | ---- | ---- | ---- | ---- | ---- | ---- |
| 172  | 650  | 1214 | 1284 | 923  | 906  | 702  | 691  | 867  | 736  | 549  | 545  | 521  |

| 2012 | 2013 | 2014 | 2015 | 2016 | 2017 |
| ---- | ---- | ---- | ---- | ---- | ---- |
| 506  | ↘493 | ↘478 | ↘463 | ↘461 | ↘444 |

Национальный состав
Согласно результатам переписи 2002 года, в национальной структуре населения села татары составляли 99% из 526 человек.

## Экономика
Полеводство, скотоводство.

## Инфраструктура
Школа, клуб, детский сад, фельдшерско-акушерский пункт, почтовое отделение № 422373. В селе 5 улиц. Через село проходят автомобильные дороги регионального значения Алабердино - Ямбухтино и "Апастово - Тетюши" – Алабердино – Малые Атряси.

## Религия
Мечеть.